# Devizapiaci csalás
A nemzetközi devizapiac (Foreign Exchange, FOREX) területén történő csalás vagy megtévesztés olyan rosszindulatú tevékenység, mely leginkább a kisbefektetők tőkéjének megdézsmálását vagy adott esetben teljes egészében való eltulajdonítását jelenti, az utóbbi évek egyik kiemelt visszaélési formájává vált.
Az egyre gyorsuló ütemben táguló nemzetközi devizapiac a nagy tőkeáttétek, az alacsony számlanyitási összegek és az internetes platformok elterjedése miatt hatalmas vonzást gyakorol a magánbefektetőkre, akik a kiemelkedően magas hozamok lehetőségét látják benne. Amellett azonban, hogy a jelentős tőkeáttétekkel való kereskedés már önmagában is hatalmas kockázatot jelent, a devizapiacokra belépő befektetőkre további veszélyek leselkednek, méghozzá a piacon részt vevő egyes brókercégek inkorrekt üzleti magatartása miatt.
A devizapiaci csalásnak több formája, és súlyossági foka van:
1. „Fantom” cégek
2. Manipulált/helytelen árfolyamok
  - stop-hunting
  - módosított árfolyamok
3. Különleges szabályok és kiskapuk
  - „Skalperek” elleni szabályok
  - „Biztonsági ellenőrzések”

## „Fantom” cégek
A nemzetközi devizapiac főként a hálózaton folyó üzletkötések miatt igen nehezen szabályozható terület. A devizapiaci üzletkötésekhez szükséges felületet kínáló weboldalak mögött meghatározott jogi személyeknek (vállalkozásoknak) kell állniuk, melyek egy adott országban érvényes módon bejegyzésre kerültek, rendelkeznek engedéllyel pénzügyi tevékenység végzésére, s minden tekintetben az adott ország jogi és pénzügyi szabályozásainak alávetettek.
A legjelentősebb devizapiaci csalások elkövetői általában olyan nem létező, nem engedélyezett vagy bejegyzett „vállalkozások”, melyek nem, vagy félrevezető módon tüntetik fel székhelyüket, illetve nem tesznek eleget jelentési és elszámolási kötelezettségüknek egyetlen állam intézményei felé sem.
Ebben az esetben az ilyen vállalkozások számára átadott tőkét semmiféle törvényi garancia nem védi, így annak teljes eltulajdonítása esetén sem lehetséges semmilyen jogorvoslatot keresni. (A székhellyel kapcsolatos adatok elhallgatása tehát a brókercég részéről önmagában is problémát jelent!)

## Manipulatív/helytelen árfolyamok
A FOREX piac szerkezetéből adódóan a brókerek jellemző módon általában saját árfolyamképzéssel operálnak, melynek alapja a bankközi devizapiaci ajánlatok („quote”) árama, ám a brókercégek általában – szabályos és jogos, jó esetben szerződésben rögzített módon – a bankközi piac mozgásaiból saját árfolyamjeleket generálnak, és ezt teszik elérhetővé a kisbefektetők számára, miközben maguk vagy fedezeti ügylettel ellensúlyozzák az adott tranzakciót, vagy egyszerűen „hitelezik” a kisbefektető pozícióit. (Kivételt képeznek mindezek alól az un. ECN brókerek.)
Ezek alapján a brókerek bizonyos értelemben maguk határozzák meg az árfolyamokat, s bizonyos károsultak állításai szerint az alábbi technikákkal élhetnek:
- Stop-hunting

Ezen tevékenység során a brókerek a tömegesen jelenlévő úgynevezett „stop-loss” utasítások értékelése után (melyek feltételes utasításokat jelentenek a bróker felé, hogy amennyiben egy árfolyam elér egy adott biztonsági szintet, a további veszteség megakadályozására azonnal zárják az adott pozíciót) hirtelen és pillanatnyi torzításokat („tüskéket”, „spikes”) generálnak az árfolyamban, tömeges veszteséges zárásokat produkálva.
Meg kell azonban jegyezzük, hogy az efféle praktikák egyrészt igen nehezen bizonyíthatóak, másrészt pedig sok rosszindulatú rágalmazásra is alapot adhatnak. A brókerek árfolyamai minden mesterséges beavatkozás nélkül is komoly eltéréseket mutathatnak függően a bróker típusától, tőkeerejétől, ügyfelei számától stb.
- Módosított árfolyamok

A brókerek emellett – szigorúan technikai értelemben – képesek lehetnek visszamenőlegesen is módosítani az árfolyamokat, vagy akár a tranzakciókat is. Szintén jellegzetes panasz forma, melyben a potenciális sértett szerint a bróker múltbéli árfolyamadatokat írt át, vagy kedvezőtlen tranzakciókat jegyzett be (általában pénzvisszafizetés előtt).
Szintén megjegyzendő azonban, hogy az efféle tevékenység szigorúan nem összetévesztendő a kereskedés során természetesen előforduló árfolyamcsúszással („slippage”) vagy új ár megállapítással („requote”).

## Különleges szabályok és kiskapuk
A devizabrókerek általános szerződési feltételei tartalmazhatnak különleges kitételeket, melyek az adott kereskedési formát vagy módozatot külön elbírálás alatt kezelik, illetve sajátos szabályozásokat állítanak fel. Ezek közül kiemelendő:
- „Skalperek” elleni szabályok

A brókerek külön szabályokat hozhatnak az úgynevezett „skalpolás” ellen, mely hirtelen, minimális piaci mozgásokra történő magas összegű reakciókat jelent, ahol a cél csupán néhány árfolyampont „megfogása” azáltal, hogy a kereskedő „be- és kiugrik” a piacról. Amellett, hogy az ilyen irányú tevékenységet semmiféle jogszabály nem tiltja, mégis egyes brókerek nemzetközi szabályokra hivatkozva szankcionálják az efféle lépéseket. A brókerrel való szerződéskötéskor tehát e pont tanulmányozása elengedhetetlen. (Hasonló problémák léphetnek fel „hír-kereskedés” esetén is.)
- „Biztonsági ellenőrzések”

A különleges biztonsági ellenőrzések – amellett, hogy alapvetően racionális és elképzelhető jelenségek – szolgálhatnak a tőkekifizetések késleltetésére vagy megtagadására. E kérdések tisztázására minden esetben tekintettel kell lenni a cég székhelyéül szolgáló ország törvényeire is.

## Védekezés devizapiaci csalással szemben
A devizapiaci csalás elleni védekezésnek alapvető formája az előzetes tájékozódás, melynek két fő formája van: egyrészről meghatározott szempontok szerint érdemes összegyűjteni a lehető legtöbb konkrét információt az adott brókercégről, másrészről pedig külön erre a célra létrejött közösségi oldalakon összegyűjtött véleményeket is figyelembe lehet venni.
Utóbbi esetben azonban elmondható, hogy a közösségi portálok véleményalkotása is befolyásolható, pletykák és lejárató kampányok indítása lehetséges, illetve bizonyos meghatározó közösségi portálokat magukat is ért csalással kapcsolatos támadás.